# Mormolyce
Mormolyce is een geslacht van kevers uit de familie van de loopkevers (Carabidae). De wetenschappelijke naam van het geslacht is voor het eerst geldig gepubliceerd in 1825 door Hagenbach.

## Soorten
Het geslacht Mormolyce omvat de volgende soorten:
- Mormolyce castelnaudi H. Deyrolle, 1862
- Mormolyce hagenbachi Westwood, 1862
- Mormolyce phyllodes Hagenbach, 1825
- Mormolyce quadraticollis Donckier, 1899
- Mormolyce tridens Andrewes, 1941